# Krankenhaus Röntgenstraße

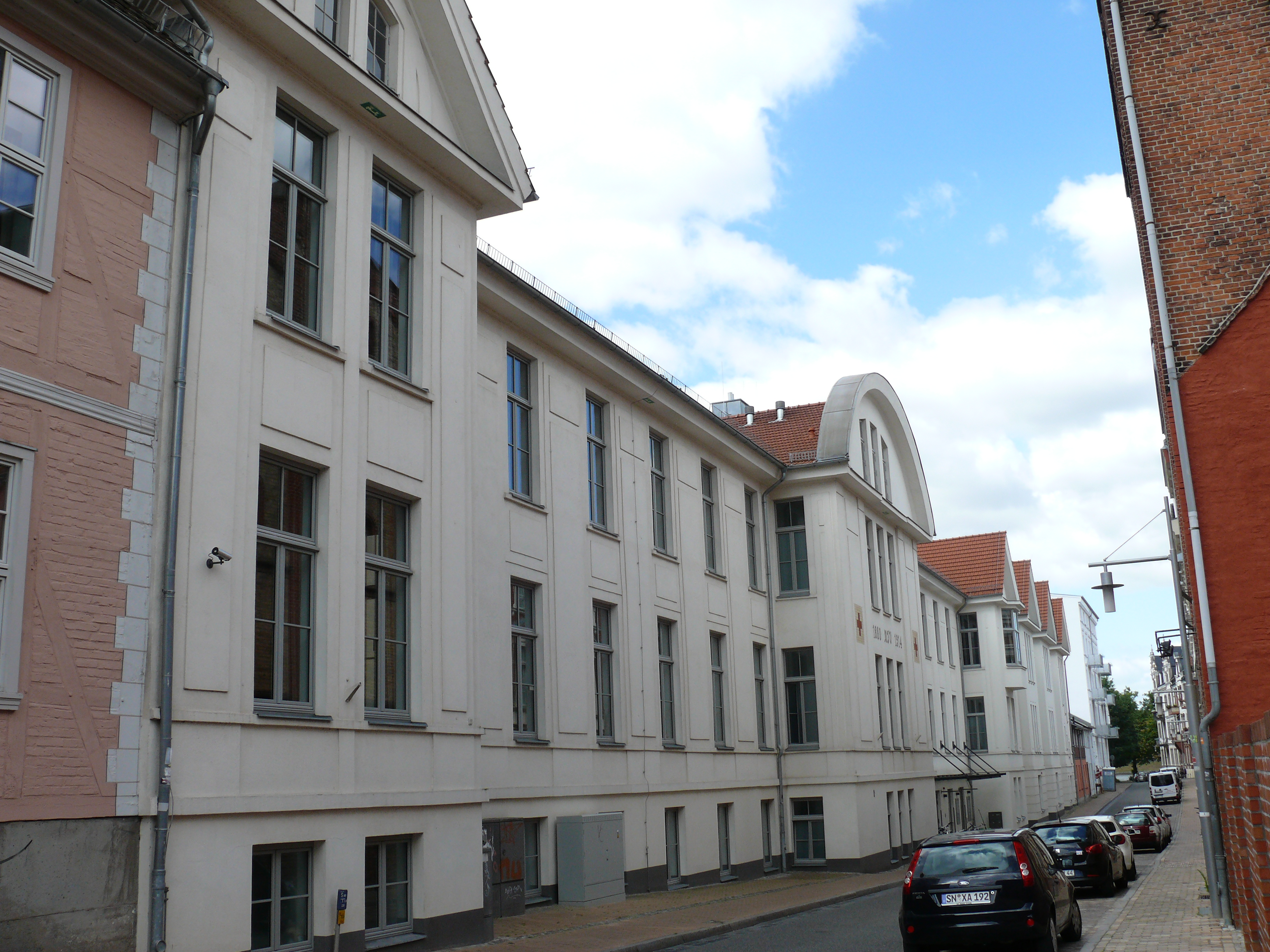
Röntgenstraße 7–13

Das Gebäude ehemaliges Krankenhaus Röntgenstraße in Schwerin, Stadtteil Schelfstadt, Röntgenstraße 7 bis 13, Nähe Schelfmarkt/Schelfstraße, ist ein Baudenkmal in Schwerin. Es wird seit der Wende durch die Rehaklinik Median sowie ein Ärztezentrum genutzt.

## Geschichte
Die Schelfstadt, ursprünglich die Schelfe, seit 1349 auch Neustadt, entwickelte sich seit dem 11. Jahrhundert als zunächst selbstständiger Ort. 1705 erhielt sie das Stadtrecht. Ein späteres Baureglement schrieb die Traufständigkeit und die Höhe der Häuser vor.
Die Notwendigkeit eines größeren Krankenhauses führte dazu, dass der seit 1895 am Schelfmarkt 1 ansässige Marien-Frauen-Verein die angrenzenden Parzellen in der Röntgenstraße sowie Teile der Gartenfläche des Schelfmarktes 2 (heute Grünflächen/Spielplatz) erwarb. Hier entstand bis 1914 nach Plänen von Gustav Hamann das zwei- und dreigeschossige 19-achsige Marien-Krankenhaus mit 50 Betten. Es verfügte über ein hohes Sockelgeschoss, einen dominanten dreigeschossigen Eingangsrisalit und zunächst zwei weitere Seitenrisalite. Die südlichen Krankenzimmer hatten Sicht in den ruhigen Innenhof. Anfangs mussten vorrangig die Verletzten aus dem Ersten Weltkrieg versorgt werden.
1926 übernahm das Deutsche Rote Kreuz, in welchem der Marien-Frauen-Verein 1922 aufgegangen war, das Krankenhaus und erwarb weitere Grundstücke an der Röntgenstraße. Nach Abbruch der Wohnhäuser erfolgte 1927/28 nach Plänen des Schweriner Bauunternehmens Carl Glatz & Sohn die westliche Erweiterung des Krankenhauses um weitere 12 Achsen. Baumeister Glatz ergänzte die Anlage um drei etwas anders gestaltete Risalite. Das ehemalige Marien-Krankenhaus hatte nun 80 Krankenbetten. Im Zweiten Weltkrieg wurde das Haus zum Lazarett für verwundete Soldaten.
Ab 1945 entstand im sowjetischen Sektor und in der DDR eine zentralisierte Gesundheitspolitik. Es erfolgte die Gründung von Polikliniken, die viele medizinische Fachdisziplinen in einem Hause zur ambulanten Betreuung anboten, um Ressourcen zu bündeln. Im Dezember 1946 wurde hier die erste Schweriner Poliklinik eingerichtet mit über zehn Fachabteilungen und nach 1951 ergänzt um die zahnärztliche Abteilung. In den 1960er Jahren betrug die jährliche Zahl der Konsultationen um 500.000. Die stationäre Betreuung wurde nach und nach in die Werderklinik und zum Krankenhaus im Stadtteil Lewenberg verlagert. Bis 1990 war die Poliklinik in Nutzung. Das Gebäude wurde Eigentum der Stadt Schwerin. Von 1990 bis 2002 hatten verschiedene niedergelassene Ärzte hier ihre Praxen.
In der Gebäudeanlage sind heute (2020) die Median Klinik Schelfstadt als Rehaklinik, Praxen und Gemeinschaftspraxen u. a. für Radiologie, Psychiatrie, Psychotherapie  und Suchtmedizin sowie für Zahnmedizin.